# 第11落下傘旅団 (フランス陸軍)
第11落下傘旅団（だいじゅういちらっかさんりょだん、11e brigade parachutiste：11e BP）は、フランス陸軍の旅団。CFAT隷下の空挺旅団で司令部をオート＝ガロンヌ県バルマに置く。
旅団は1,500名の予備役軍人を含む10,200名の隊員で構成され、旅団としては最も規模が大きく、陸上自衛隊の師団をも凌駕する。旅団は命令一下、速やかに地球規模で展開できるように編制され、軽歩兵と軽装甲装輪車両化歩兵部隊で構成された、フランスが誇る緊急展開空挺部隊である。元となった部隊は旧第11落下傘師団で、1999年に師団から旅団に改編された。2016年6月20日に第2機甲旅団および第6軽機甲旅団とともに第3機甲師団の隷下となった

## 概要

### 歴史
- 1956年：第10落下傘師団（マシュ将軍指揮下）と第25落下傘師団（Sauvagnacs将軍指揮下）が編成された。
- 1961年：将軍達の反乱後に参加した3個連隊が解散、両師団も解散され軽介入師団として再編された。
- 1971年：軽介入師団を基に第11落下傘師団が新編される。
- 1999年：フランス陸軍の大改革で師団から旅団に縮小新編される。
- 2016年6月20日: 第3機甲師団の隷下となる。

### ベレー帽
フランス落下傘兵は他の兵科とは違い、エリートの証である赤ベレー帽（fr:Béret rouge (France)）の着帽が許される。ただし、第2外人落下傘連隊に所属する外人部隊兵は、外人部隊の伝統である緑ベレー（fr:Béret vert (Légion étrangère)）を着帽する。一見すると他の外人部隊兵と見分けが付きにくいが、ベレー用バッチが第2外人落下傘連隊バッチに変えられている。

## 編制

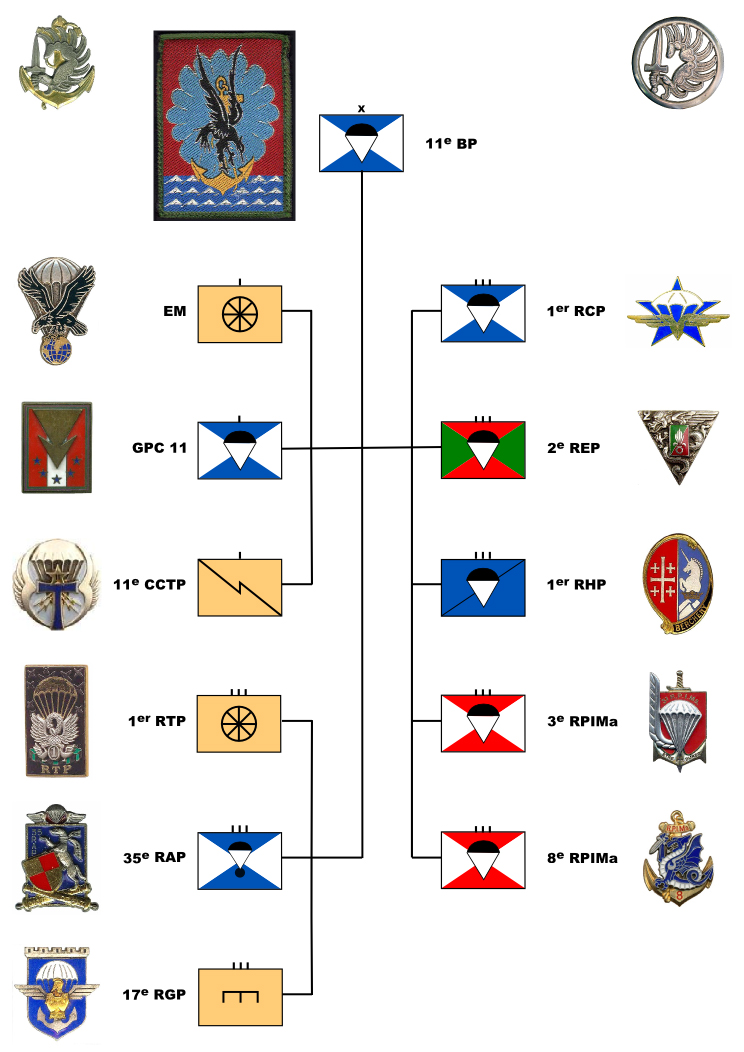
2011年時点での、第11落下傘旅団の編成表

2019年時点の編成。8個落下傘連隊を主力とする。各連隊には1-3個の空挺コマンド部隊が編入されている（空挺コマンドーグループを参照）。
- 第11落下傘旅団
  - 旅団司令部、及び通信落下傘中隊 - バルマ駐屯地（オート＝ガロンヌ県）
    - 第1猟兵落下傘連隊 - パミエ駐屯地（アリエージュ県）
    - 第1驃騎兵落下傘連隊 - タルブ駐屯地（オート＝ピレネー県）
    - 第2外人落下傘連隊 - カルヴィ駐屯地（オート＝コルス県）
    - 第3海兵歩兵落下傘連隊 - カルカソンヌ駐屯地（オード県）
    - 第8海兵歩兵落下傘連隊 - カストル駐屯地（タルヌ県）
    - 第17工兵落下傘連隊 - モントーバン駐屯地（タルヌ＝エ＝ガロンヌ県）
    - 第35砲兵落下傘連隊 - タルブ駐屯地（オート＝ピレネー県）
    - 第1輜重落下傘連隊 - トゥールーズ駐屯地（オート＝ガロンヌ県）

  - 空挺部隊学校（fr:L'École des troupes aéroportées：ETAP）
  - 下士官初期訓練センター（Centres de formation initiale des militaires du rang：CFIM）[3]